# Era
Era (lat. aera) ima tri značenja, a sva tri su povezana s protjecanjem vremena:
- u povijesti, era je razdoblje koje se razlikuje od drugih po nekim bitnim karakteristikama
- u geologiji, era je najveći vremski period u povijesti Zemlje, koji se pak dijeli na razdoblja
- u kalendaru, era je vrijeme od kada neka kultura počinje brojiti vrijeme (godine); obično se za početak ere uzima neki značajan događaj za tu kulturu.

### Različiti načini brojenja godina
- Židovi broje godine od trenutka stvaranja svijeta (ponedjeljak 7. listopada 3761. pr. Kr.)
- stari Rimljani su brojili godine od osnutka grada Rima (ab urbe condita - 753. pr. Kr.)
- kršćani broje vrijeme od Kristova rođenja
- muslimani broje godine od Muhamedove Hidžre, prelaska iz Meke u Medinu (622. godine po gregorijanskom kalendaru)
- Stari Grci brojili su godine od održavanja prvih olimpijskih igara (1. srpnja 776. pr. Kr.)